# Flora of Afghanistan
Flora of Afghanistan (abreviado Fl. Afghanistan) es un libro con ilustraciones y descripciones botánicas que fue escrito por el botánico japonés Shirō Kitamura y publicado en Tokio en el año 1960.